# Dicranosepsis papuana
Dicranosepsis papuana är en tvåvingeart som beskrevs av Ozerov 1997. Dicranosepsis papuana ingår i släktet Dicranosepsis och familjen svängflugor. Inga underarter finns listade i Catalogue of Life.